# Savignia centrasiatica
Savignia centrasiatica là một loài nhện trong họ Linyphiidae.
Loài này thuộc chi Savignia. Savignia centrasiatica được Kirill Yuryevich Eskov miêu tả năm 1991.